# 吉丸末吉
吉丸 末吉（よしまる すえきち、1887年5月6日 - 1973年）は、日本の薬剤師。
ふりかけ食品の元になる製品を考案したことで知られる。

## 来歴
熊本県で生まれる。1908年9月に当時の熊本薬学校（熊本大学薬学部の前身）を卒業した。
当時日本では食料が不足しており、特にカルシウムが足りていなかった。それを補うために「魚を骨ごと細かくし、美味しく味付けをしてご飯にかけて食べる」という方法を考案した。このアイディアを事業化し、「御飯の友」の商品名で販売した。吉丸が「御飯の友」を考案したのは1913年（大正2年）年頃とされている。「御飯の友」の製造元は後にフタバとなった。
2013年に熊本で結成された国際ふりかけ協議会が、2015年に吉丸の誕生日にちなんで5月6日を「ふりかけの日」に制定した。
全国ふりかけ協会は1994年に「御飯の友」をふりかけの元祖と認定したが、2022年に当時の認定の不備を認めて取り消し、改めて再調査を実施するとしている。